# V-2 No. 13

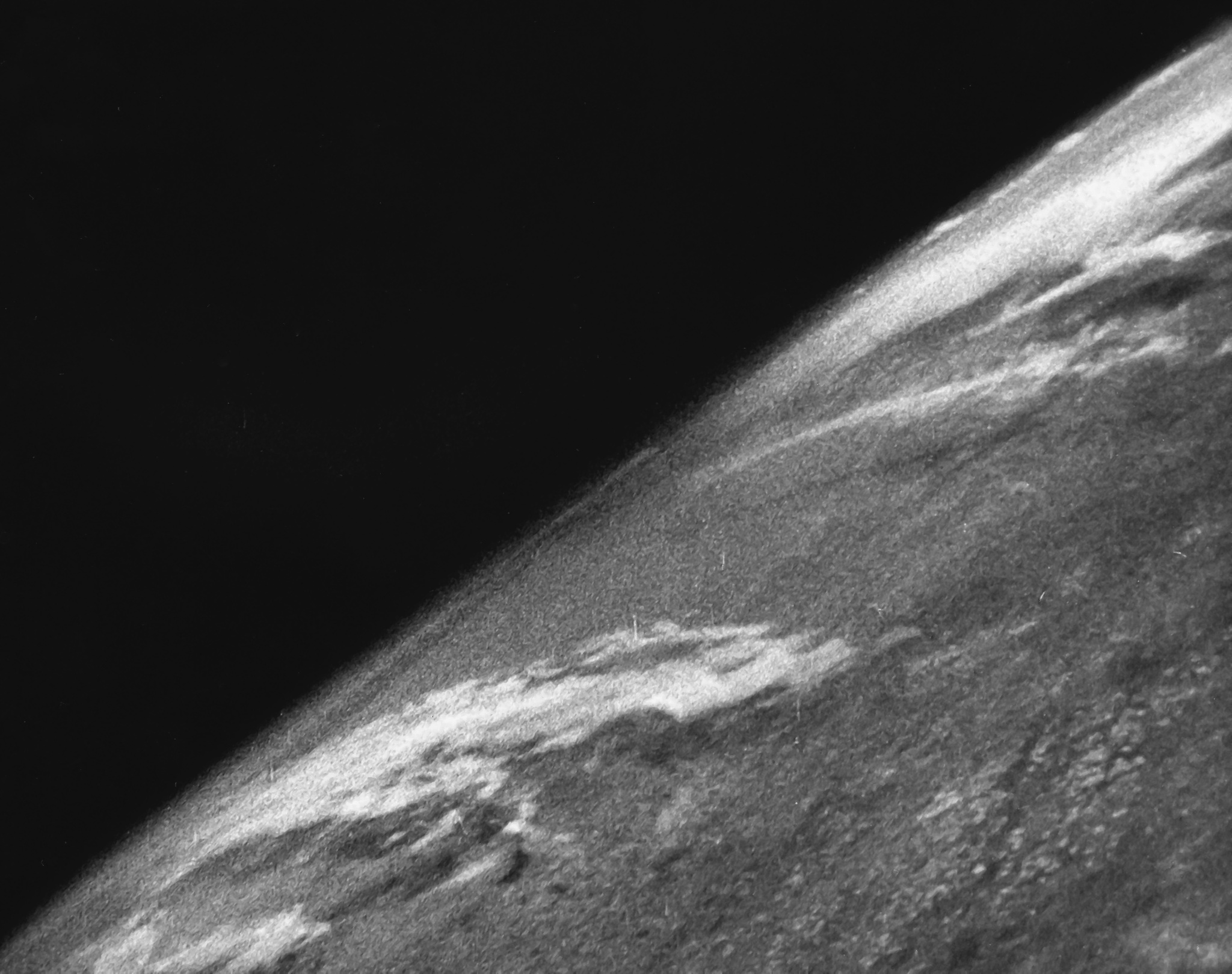
Pierwsze zdjęcie w przestrzeni kosmicznej podczas lotu pocisku V-2 wystrzelonego przez Stany Zjednoczone 24 października 1946

V-2 No. 13 – zmodyfikowany niemiecki pocisk balistyczny V-2 wystrzelony przez Amerykanów 24 października 1946 z poligonu rakietowego White Sands Missile Range w stanie Nowy Meksyk, który stał się pierwszym stworzonym przez człowieka obiektem, który zrobił zdjęcia Ziemi w przestrzeni kosmicznej. Pocisk wykonując lot suborbitalny osiągnął maksymalną wysokość 65 mil (105 kilometrów). Ziarniste, czarno-białe zdjęcia zostały wykonane z wysokości 65 mil na 35-milimetrowej kamerze filmowej umieszczonej na V-2. Co półtorej sekundy kamera wykonywała nową klatkę a po kilku minutach spadła na Ziemię, uderzając w powierzchnię z prędkością 500 stóp na sekundę (152,4 metry na sekundę). Sama kamera została rozbita, ale film zabezpieczony stalową kasetą nie został uszkodzony.
Przed 1946 najwyższe zdjęcia powierzchni Ziemi, jakie kiedykolwiek wykonano, pochodziły z amerykańskiego balonu stratosferycznego Explorer II, który wzniósł się w listopadzie 1935 na odległość 13,7 mil (22 kilometry), wystarczająco wysoką, aby rozpoznać krzywiznę Ziemi. Kamera na V-2 osiągnęła ponad pięciokrotność tej wysokości, a zdjęcia wyraźnie pokazały planetę ustawioną na tle czarnej przestrzeni.